# Іскрине
І́скрене — село в Україні у Шполянському районі Черкаської області. Орган місцевого самоврядування — Іскренська сільська рада, якій підпорядковані села Іскрене та Георгіївка. Населення становить 638 осіб - 2024 рік.

## Географія
Розташоване за 12 кілометрів від районного центру — міста Шпола на берегах річки Шполка, яка бере початок в селі Терешки.
Через село тече річка Киселіва, притока Шполки.

## Назва
Народна легенда пов'язує назву села з ім'ям першого поселенця, козака Богдана Іскри, який збудував собі хатину з очерету й глини на березі річки Шполки наприкінці XVIII століття. Іскру і разом із ним ще шестеро козаків найняв місцевий поміщик — князь Куракін, щоб захистити свої сінокоси від людей сусіднього поміщика, князя Кисіля, які загонили сюди свою худобу. Згодом на цьому місці виник хутір, який люди назвали за прізвищем засновника — Іскрене.

## Історія
Про те, що територія села була заселена людьми з давніх-давен, свідчать залишки стоянок знайдених при розробці в середині XX століття Ватутінського відкритого вугільного кар'єру, що знаходився за декілька кілометрів від села.

### XVIII століття
З моменту заснування села, селяни займалися хліборобством, тваринництвом. Із середини XVIII століття почали вирощувати картоплю. В культуру запроваджується цукровий буряк і соняшник. Деякі заможні селяни возили збіжжя у Київ, а також у міста Лівобережжя.
Селяни активно брали участь у боротьбі проти польських панів і католицизму (1734—1768 років).
В 1793 році село увійшло до складу Російської імперії.  Остаточно зникла загроза спустошливих ординських набігів (останній відбувся у січні 1769 року), а це відкрило великі можливості для інтенсивного розвитку краю. З'являються чумаки.
Наприкінці XVIII століття Польща втрачає свою державність. Після другого її поділу (1793 року) село Іскрина увійшло до складу Брацлавської губернії Ізяславського намісництва (генерал-губернаторство), а після третього поділу Польщі (1795) в 1796 році до Київського намісництва Російської імперії.
За наказом російського царя Павла І в 1797 році село Іскрина було включене до Звенигородського повіту Київської губернії. Люди попали під указ ще цариці Катерини ІІ виданий 3 травня 1783 року про закріпачення селян Лівобережної України. Українські і польські феодали дістали права і привілеї російського дворянства.
Земля і люди села дістались спочатку князю Григорію Потьомкіну, а від нього до його родича генерала Висоцького, а в 1799 році цар Павло І подарував князю Лопухіну Петру Васильовичу (генерал-прокурору, міністру юстиції при імператорі Павлі І та Олександрі І) землі на Правобережній Україні, куди входило і село Іскрина.

### XIX століття
1806 року на північному сході села Іустим Оперман придбав хутір і назвав його на свою честь.
Власницею села була невістка Лопухіна П. В. княгиня Дарія Миколаївна Лопухіна. Вона в 1818 році будує Дмитрівську церкву на місці старої, що занепала. Лопухіна продає село в 1833 році Роху Яблонському, який продає його в 1855 році графу Бержинському. Усі ці торги відбувалися в Києві.
1829 року в Звенигородському повіті, куди входило село Іскрина, було 2 школи: у Звенигородці і Лисянці. Із 104 201 жителя повіту грамоту знали 105 селян.
Реформа 1861 року селян розчарувала і тому вони часто вступали в конфлікти з владою. Так в 1888 році селяни не дали розорювати ділянку землі орендатору поміщиків Радзієвських. Влада надала селянам в оренду частину землі за прийнятну для них плату.
В селі проживали і безземельні люди, які наймалися на роботу до своїх заможніших односельців. Показник смертності, особливо серед дітей, був дуже високим, майже вдвічі більшим ніж в Західній Європі. Інколи селянам не було за що поховати свою дитину. Так 23 серпня 1879 року відставний солдат Юхим Дігтяр звернувся до попа Фіньківського з проханням поховати дитину, що померла. Піп запросив плату у розмірі один рубль за поховання з особистим супроводом, а якщо без супроводу то 50 копійок. Дігтяр заплатив за церковний привід, а за похорони не вистачило грошей. Незважаючи на прохання Діхтяря Ю. поховати дитину, піп Фіньковський відмовився і наказав повернути в церкву занесений до Діхтяря привід. Сільський староста нічим не зміг допомогти селянинові і тоді той звернувся до селян. Обурені селяни прийшли до Фіньковського з проханням поховати дитину. Піп вигнав селян з хати. Селяни вирішили поховати дитину і направились в церкву, де звернулись до дяка, щоб той узяв участь у похоронах. Дяк відмовився, і селяни поховали дитину без духовенства. Фіньківський сповістив поліцейського урядника про те, що нібито Діхтяр Ю. «буянив» в його хаті. А ще, Діхтяр насмілився образити царя, сказавши: «Хіба він цар, якщо солдату не дає землі, наряду із селянами». Після доносу попа, Юхим Діхтяр був притягнутий до кримінальної відповідальності.

### XX століття
На початку 20 століття село відносилось до Стецівської волості, Звенигородського повіту, Київської губернії. В ньому було 338 дворів. Чоловіків проживало 795, жінок — 818. Селяни займалися в основному землеробством. Кустарними промислами: теслярів — 12 осіб, ткачів — 30 чоловік, бондарів — 19 осіб, ковалів — 3 особи, штельмахів — 4 особи.
Багато селян їздили, в основному в Херсонську губернію, на заробітки в економії та на цукрові заводи. В селі на той час числилось землі 1895 десятин. З них належало: поміщикам — 965,5 десятин, церкві — 35 десятин, селянам — 895 десятин. Село належало баронесі Варварі Григорівні Врангель. Сама баронеса проживала в с. Козацьке. Крім села Іскрина у своїй власності вона мала: половину села Стецівки, с. Козацьке, с. Княжу, с. Лозоватку, с. Топильне та Георгіївську економію. Георгіївська економія належала до Козачанської волості Звенигородського повіту. В ній проживало на початку 20 століття 15 жителів. Чоловіків 12 і жінок — 3. Селяни займалися землеробством. В економії налічувалося 846 десятин землі. Господарство вів орендатор Базилій Казимірович Окуліч за восьмипольною системою. Селяни були заробітчанами в економії. Крім Георгіївської економії найближчими були також Грушківська і Васильківська. На землях економії працював перший трактор в окрузі, що був придбаний за кордоном.
Між Георгіївкою і Лозоваткою в 1900 році в урочищі Іскрино також був один двір, де мешкало 5 осіб (3 чоловіки та 2 жінки).
Господарство баронеси в Іскрині вів довірений Сруль Михейович Дубов. Господарство велось у селян і поміщиці за трипільною системою. В селі була одна православна церква, одна церковно-парафіяльна школа, одна винна лавка, один сільський банк, який був заснований 1 січня 1900 року з основним капіталом в 300 карбованців, один хлібний магазин, де на 1 січня 1900 року знаходилось зерно селян. В селі було 17 вітряних млинів, які знаходились на горбі біля сучасного цвинтаря, одна каменоломня і 2 кузні.
В 1891 році ввели в дію залізничну лінію Христинівка-Цвіткове, яка пролягла через село. В селі було 4 залізничних будки, з яких одна з платформою.
Поява залізниць, що мала переваги перед чумацьким візникуванням, прискорила занепад чумацтва.
На початку XX століття політику російського царя на Звенигородщині проводили російські чиновники, які визнавали лише «єдіную і неделімую». Вони вели справи і розмовляли лише російською мовою. Українську мову вважали за «наречіє». Лише завдяки українському селу — мова, культура, традиції українського народу були збережені.
В 1908 році баронеса Врангель помирає. Молодша її дочка княгиня Куракіна Т. Г. сплачує своїй сестрі графині Варварі де Городеску половину вартості материного майна і стає повноправною його власницею.
Революція 1905 року змінила життя в селі. Цьому сприяли не тільки дії уряду але і виступи селян проти панів. Одним із агітаторів був місцевий мешканець Вовченко Гаврило Іванович.
Глава уряду Росії Петро Столипін протягом 1906—1910 років проводив аграрну реформу. Щоб підняти продуктивність сільськогосподарського виробництва, було вирішено створити значну частину заможних селян. Кожний селянин отримав право продавати, або купляти земельні наділи. З'явились за селом «відруби». Сільський банк надавав «відрубщикам» грошові кредити для закупівлі сільськогосподарських знарядь. Сільська община стала розпадатися. Нових землевласників не можна було назвати панами, тому що вони мали великі сім'ї і працювали на своїй землі з ранку до ночі.
Наприклад, збирачу податей Стецівської волості мешканцю села Іскрина Меркотану Єлисею Павловичу додатково дали 6 десятин землі біля села Киселівка. А в сім'ї було 13 дітей.
До 1913 року Столипінська реформа дала позитивні результати і в основному за рахунок освоєння нових земель.
Поміщицькі землеволодіння залишились, хоч панство продавало селянам землю. Селяни села Іскрина теж купляли в панів землю.
З 1912 по 1915 рік будується залізнична колія, яка зв'язала Киселівський цукровий завод і колію в селі. Селяни гарбарками возили землю, за що їм платили золотом. Директором заводу був Ярошевський Вікентій Вікентійович. Завод належав Киселівському Товариству.
В 1914 році розпочалася перша світова війна. Було мобілізовано багато місцевих чоловіків. В сім'ях не стало годувальників, а отже війна лягла важким тягарем на селян. Україна знову стала ареною боротьби за переділ світу.
Про революцію 1917 року і події Визвольних змагань селяни чули в основному з розмов. В селі не було збройних сутичок і війна минала його стороною. Про зміну влади селяни дізнавались через введення в обіг нових грошей. Наприклад, керенки ходили два місяці. Інколи залізничною колією проїжджали військові ешелони або бронепотяги.
Селяни брали участь у тих подіях.
10 березня 1919 року на станції Іскрине висадився з ешелонів Кінний полк ім. Петра Болбочана Армії УНР, перейменований згодом на Кінний полк Чорних Запорожців, і повів з неї наступ на Шполу, зайняту військами Російської республіки. Біля станції відбувся перший бій з ворожим панцерним потягом.
В 1921 році до влади в Україні приходять більшовики, які зберегли її за собою до 1991 року.
Радянські історики відмічали, що селяни підтримали більшовиків, тому що ті обіцяли дати їм землю і волю. Селяни хотіли спокою і сильної, постійної влади, що стало однією із причин закріплення радянської влади.
В лютому 1944 року поблизу села тримала оборону 6-а гвардійська повітрянодесантна дивізія зі складу 49-го стрілецького корпусу 5-ї гвардійської танкової армії 2-го Українського фронту.
3 лютого 1944 року взвод гвардії молодшого лейтенанта Абрама Соловйова форсував річку Шполку, і вибив німців з південно-східної околиці Іскреного. Надалі просунувся до висоти 197.0, де й закріпився. Підрозділ захопив 2 ручні кулемети, 5 автоматів, знищив до 10 гітлерівців. В бою за висоту 197.0, піднявши взвод в атаку, отримав поранення гвардії лейтенант Іван Коновалов. Поле бою він залишив лише за наказом командира роти. Так само вчинив командир відділення гвардії сержант Анісімов. Увірвашись в окопи противника на висоті, гвардії рядовий Іван Ульянов знищив 4-х гітлерівців. Гвардії молодший лейтенант Борис Машанов підбив середній танк.
4 лютого 1944 року противник був вибитий з південної околиці Іскреного - ротою під командуванням заступника командира батальйону гв. лейтенанта Григорія Купрієнка (17-й полк) було знищено до 40 гітлерівців, підбито 1 середній танк, 1 БТР,  спалено 4 автомобілі з вантажем набоїв. Мінометний взвод під командуванням гвардії лейтенанта Сергія Чугунова знищив 3 кулеметні точки. Під час масованого нальоту ворожої авіації в районі радгоспу, старший ад'ютант батальйону гв. ст. лейтенант Михайло Райковський організував і провів вчасне розосередження людей і коней, що сприяло збереженню особового складу і матеріальної частини підрозділу. Наступного дня підрозділ відбив всі контратаки противника, знищивши до 150 німецьких солдатів. Батальйон належав до складу 17-го полку.
В ніч з 4 на 5 лютого одним із вогневих взводів 8-го артполку (командир взводу - гв. лейтенант Юрій Бабіков), було знищено 6 кулеметних точок та до 30 бійців противника. Таким чином, було відбито контратаку значних сил німецької піхоти і танків. Окрім того, Бабіков замінив пораненого командира батареї.
5 лютого 1944 року начальник розвідки 8-го артполку гв. капітан Григорій Писаченко першим виявив ворожий наступ (до батальйону піхоти і 14 танків) на артилерійські позиції. З групою автоматників була організовано прикриття 2-х батарей. Наступ вдалося відбити. Артилеристи вогневого взводу гвардії молодшого лейтенанта Валентина Андрєєва знищили 3 кулеметні точки та 50 гітлерівців. Гарматним розрахунком гвардії молодшого сержанта Василя Рилова було знищено 5 кулеметних точок і до 40 гітлерівців. Гвардії молодшим сержантом Григорієм Рябченком вогнем з протитанкової рушниці було подавлено розрахунок крупнокаліберного кулемета та підбито БТР. Гвардії сержантом Іваном Рєзновим було підбито автомашину з боєприпасами, знищено крупнокаліберний кулемет та 2-х гітлерівців. Мінометники Сергія Чугунова вбили і поранили до 12 гітлерівців. Ротою винищувачів танків, яку очолював гв. ст. лейтенант Василь Казачьок (17-й полк) було підпалено 1 середній танк, 1 БТР, 5 автомашин з набоями та знищено до 25 ворожих солдатів. Старшиною медслужби 17-го полку Антоніною Косолаповою було врятовано 42 бійці, у тому числі, 12 танкістів - усі були винесені з поля бою, перев'язані і отримали первинну медичну допомогу. В бою загинув командир батареї 8-го артилерійського полку гвардії старший лейтенант Сімуськов - його підрозділ знищив 7 кулеметних точок і до 60 гітлерівців. Посмертно комбат Георгій Сімуськов був нагороджений орденом Вітчизняної війни І ступеня.
З 3 по 5 лютого 1944 року ротою гв. ст. лейтенанта Ніколая Турушева із 17-го полку було відбито 7 контратак, знищено 1 танк, 1 БТР, 3 автомобілі, до 100 німецьких солдатів і офіцерів.
5-6 лютого 1944 року відзначився командир відділення 1-го батальйону 17-го полку гвардії молодший сержант Юрій Батраков - замінивши пораненого командира, на чолі взводу відбив 2 контратаки німців. На полі бою залишилося до 40 гітлерівців. Гарматний розрахунок гвардії старшого сержанта Федора Єніна відбив 2 контратаки німців, знищив 2 кулемета, підбив самохідну гармату, знищив до 15 гітлерівців.
Протягом двох діб 5 і 6 лютого до санітарної роти 17-го полку надійшло 97 поранених десантників - бійців і командирів. Старшим лікарем полку гв. майором медслужби Сергієм Зюзіним була надана допомога 50 воїнам, зокрема, Зюзін особисто прооперував 21-го з них.
В ніч на 6 лютого батареєю 8-го артполку (обов'язки комбата тимчасово виконував Юрій Бабіков) було відбито 2 контратаки, знищено до 60 ворожих солдатів.
6 лютого 1944 року взвод молодшого лейтенанта Андрєєва знищив 5 кулеметів, до 40 гітлерівців. Командир стрілецького відділення гвардії рядовий Іван Шестов захопив у полон обер-єфрейтора. Атакою взводу гв. мол. лейтенанта Зендули Хамєтова (17-й полк) противник був вибитий зі східної частини Іскреного, проте, маючи перевагу в силі, невдовзі перейшов в контратаку. Відбиваючи її, Хамєтов загинув. Відбиваючи танкову контратаку на вис. 183.3 і підбивши 1 середній танк, поліг смертю хоробрих навідник батареї 8-го артполку гв. рядовий Олександр Бавикін. За день до загибелі, 5 лютого в бою за с. Устинівка, він прямим наведенням розбив німецький спостережний пункт, знищив до 17 гітлерівців, подавив вогонь 2-х станкових кулеметів, розбив 2 кулеметних гнізда.
В ніч з 6 на 7 лютого відділенням саперів під командуванням гвардії сержанта Леоніда Сопіна (2-й окремий саперний батальйон) було підірвано міст через р. Шполка, який служив переправою для німецьких танків.
7 лютого в районі с. Устинівка поблизу вис. 183.3 вогневий взвод гв. лейтенанта Костянтина Нєчахіна (8-й артполк) відбив 2 контратаки німців: під час першої було підбито 1 середній танк, в ході другої Нєчахін загинув.
В ніч на 9 лютого під час наступу на курган + 3.7 гв. майор Микола Бобильов керував вогнем артилерії 20-го полку. Силами мінометної батареї та протитанкових гармат було відбито 3 ворожі контратаки, з них 1 танкову.
В ніч з 9 на 10 лютого 1944 року рота гвардії молодшого лейтенанта Хісмета Тєрєгулова захопила курган +3.7. Спроба противника контратакувати силами до 2-х рот піхоти за підтримки 5 танків була відбита - ворог втратив до взводу вбитими і пораненими. Підрозділ Тєрєгулова захопив 4 ручних кулемети, до 20 автоматів і гвинтівок.
З 5-го по 10 лютого 1944 року господарським відділенням 20-го гвардійського десантного полку було відремонтовано 6 станкових кулеметів, 11 ручних кулеметів, 19 гвинтівок СВТ, 13 автоматів, 29 кулеметних та автоматних дисків. Після захоплення кургану +3.7 було зібрано і введено у стрій 35 гвинтівок "трьохлінійок", 17 гвинтівок СВТ, 3 рушниці ПТР, 10 автоматів, 6 ручних кулеметів.
16 лютого 1944 року здійснив свій подвиг кулеметник 14-го полку Петро Грігорьєв: під його керівництвом було захоплено "язика" в званні обер-єфрейтора і кулемет, під час прикриття основної групи, Грігорьєв знищив 6 гітлерівців. Полоненого вдало доставили в штаб полку.
24 лютого 2-м батальйоном 20-го полку (комбат - гв. майор Василь Тараненко) було звільнено залізничну станцію Іскрене. За 3 дні боїв десантниками батальйону було відбито 8 німецьких контратак силою до 15 танків і 500 піхотинців. З них 150 гітлерівців були знищені.
В боях за село кулеметним взводом під командуванням Анатолія Семенова зі складу 14-го полку було подавлено 3 ворожі кулеметні точки і знищено до 40 гітлерівських солдат і офіцерів. Трофейною командою 14-го гвардійського повітрянодесантного полку було захоплено 20 голів ВРХ і було взято під охорону 4 склади із сільськогосподарськими продуктами.

## Населення

### Мова
Розподіл населення за рідною мовою за даними перепису 2001 року:
| Мова       | Кількість | Відсоток |
| ---------- | --------- | -------- |
| українська | 910       | 98.06%   |
| російська  | 12        | 1.29%    |
| румунська  | 3         | 0.32%    |
| білоруська | 2         | 0.22%    |
| вірменська | 1         | 0.11%    |
| Усього     | 928       | 100%     |

## Відомі люди
- Діхтяр Євдокія Петрівна (1914 – 2003) — Герой Соціалістичної Праці.
- Лисенко Іван Йосипович (10 серпня 1918 — 14 серпня 2000) — Герой Радянського Союзу.
- Стеценко Володимир Петрович (нар. 1953) — кандидат педагогічних наук, доцент. Автор 82 наукових праць.